# Marta Andrade Vidal
Marta Andrade Vidal (Barcelona, 17 maig de 1972) és una patinadora artística sobre gel catalana. Va guanyar vuit campionats d'Espanya consecutius, entre 1995 i 2002 i va competir en dos Jocs Olímpics.
Entrenada primer per la preparadora Glòria Mas, a partir de 1989 per l'expatinadora Susanna Palès, i després per Didier Gallegué, va obtenir la 20a posició dels Jocs Olímpics d'hivern de 1994 i la 22a als Jocs Olímpics d'hivern de 1998. Va participar en onze Campionats Mundials de Patinatge Artístic i cinc Campionats d'Europa. La millor posició la va obtenir als Mundials de Nagano del 2002.

## Palmarès
| Competició             | 1990-91 | 1991-92 | 1992-93 | 1993-94 | 1994-95 | 1995-96 | 1996-97 | 1997-98 | 1998-99 | 1999-00 | 2000-01 | 2001-02 | 2002-03 |
| ---------------------- | ------- | ------- | ------- | ------- | ------- | ------- | ------- | ------- | ------- | ------- | ------- | ------- | ------- |
| Jocs Olímpics d'Hivern |         |         |         | 20a     |         |         |         | 22a     |         |         |         |         |         |
| Campionats Mundials    | 31a     |         | 22a     | 27a     | 28a     | 26a     | 28a     | 28a     | 26a     | 41a     | 30a     | 19a     |         |
| Europeus               | 24a     |         |         | 21a     | 17a     |         | 21a     |         |         |         |         | 16a     |         |
| Campionat d'Espanya    |         |         |         |         | 1a      | 1a      | 1a      | 1a      | 1a      | 1a      | 1a      | 1a      | 1a      |
| Trophée Lalique        |         |         |         |         |         |         | 9a      | 10a     |         |         |         |         |         |
| Golden Spin of Zagreb  |         |         |         |         |         |         |         |         |         |         | 9a      | 15a     |         |
| Karl Schäfer Memorial  |         |         |         |         |         |         |         | 12a     | WD      | 6a      |         |         |         |
| Nebelhorn Trophy       |         |         |         | 12a     |         |         |         |         |         |         |         |         |         |
| Universiada d'hivern   |         |         |         |         |         |         |         |         | 9a      |         |         |         |         |